# Paul Pella
Paul Pella, eigentlich Abraham Morgenstern, (* 20. März 1892 in Wien; † 21. Februar 1965 in Enschede) war ein österreichischer Kapellmeister, Dirigent und musikalischer Oberleiter am Stadttheater Aachen sowie nach seiner Emigration Musikdirektor in Amsterdam und Enschede. Pella war jüdischer Herkunft.

## Leben und Wirken
Nach seiner Schulzeit studierte Paul Pella Musikwissenschaften bei Guido Adler am 1898 neu gegründeten Musikwissenschaftlichen Institut der Universität Wien. Danach folgten noch Studienzeiten als Privatschüler in Komposition bei Arnold Schönberg, mit dem ihn eine lange Freundschaft verband. Pella besuchte 1917 Spezialkurse, die Schönberg an der renommierten Schwarzwaldschule, benannt nach der österreichischen Pädagogin Eugenie Schwarzwald, in Wien abhielt.
Von 1919 bis 1922 wurde Pella als Dirigent an das Deutsche Theater in Prag berufen, wo er mit dem dortigen amtierenden Direktor der Oper Alexander von Zemlinsky zusammenarbeitete. Nach einigen Zwischenstationen in Elberfeld, Münster und Dortmund wechselte er im Jahr 1927 als musikalischer Oberleiter an das Stadttheater Aachen, wo er unter dem Generalmusikdirektor Peter Raabe für die Einspielungen des Sinfonieorchesters Aachen zuständig war. Er engagierte sich im Zusammenhang mit der am 18. Dezember 1927 erfolgten Gründung des Aachener Vereins zur Pflege Neuer Musik und verfasste wenige Monate später Artikel mit dem Titel „Gedanken zur neuen Musik“ Weiterhin machte er unter anderem mit seiner Interpretation Zeitgenössischer Musik wie beispielsweise der Oper Katja Kabanowa von Leoš Janáček, des Suite Feuervogel von Igor Strawinsky und insbesondere der Oper Wozzeck von Alban Berg, welcher ebenfalls ein Schönberg-Schüler war, auf sich aufmerksam. Die Oper Wozzeck, welche er als Aachener Erstaufführung zunächst am 25. März 1930 sowie anlässlich des Niederrheinischen Musikfestes im Juni 1930 und ein Jahr später in Amsterdam aufführte, gilt als Markstein in der Geschichte der neueren Oper und als eines der bedeutendsten Werke des 20. Jahrhunderts.
Pella berichtet in einem in der Presse am 26. März 1932 veröffentlichten offenen Brief an den Intendanten Strohm, es sei der „Wunsch der städtischen Körperschaften, daß Herr Generalmusikdirektor Professor Dr. Raabe auch am Theater dirigiert und hierdurch eine Kapellmeisterstelle eingespart werde.“ Dies geschah offensichtlich im Kontext notwendig gewordener „radikaler Sparmaßnahmen“. Raabe antwortet ebenfalls in einem offenen Brief am 29. März 1932 und betont unter Benutzung militärischer Analogien, es könne im Theater nur einen musikalischen Oberleiter geben. Pella könne deshalb „nicht in demselben Regiment weiter als Hauptmann weiterdienen“ bzw. unter deutlicher Anspielung auf die von Raabe sehr geschätzte Person Hitlers, „bei einem Führer gibt es keine Ergänzung. Wer würde neben den Reichskanzler einen zweiten stellen, einem mit ganz anderen Ansichten und Methoden, um ihn zu ergänzen?“ Es gebe für seine klare Meinung zu dieser Angelegenheit nur rein sachliche Gründe, denn er habe Pellas Begabung und Eifer niemals verkannt. Raabe empörte sich aber zugleich, dass man nun versucht „meine Eignung anzuzweifeln und meine Beschäftigung als Operndirigent zum 'Experiment' zu stempern.“ Sowohl der Städtische Theaterausschuss als auch große Teile der Öffentlichkeit hatten sich – wie in der Presse am 29. März 1932 dargestellt – für Pellas Verbleib in Aachen ausgesprochen. Am 30. März antwortete nun Pella wiederum mit einem offenen Brief an Raabe in der Presse und widerlegte dessen Argumente. Im Politischen Tageblatt bezog nun der Musikkritiker Dr. Wilhelm Kemp eindeutig Stellung für Pella. Am 7. April teilte Pella Alban Berg seinen „Sturz“ in Aachen mit und Pella lässt den bezeichnenden Satz folgen: „Juden engagiert man heute nicht.“
Kurz vor der Machtergreifung der Nationalsozialisten im Jahr 1933 emigrierte Pella sicherheitshalber in die Niederlande, nachdem sein Theaterintendant Heinrich Karl Strohm mittels einer Postkarte die Meldung erhielt, „mit der Hundepeitsche werden wir die Juden aus dem Theater vertreiben“. Strohm zeigte sich Pella gegenüber loyal und musste unter anderem aus diesem Grund wenig später Aachen ebenfalls verlassen. Ausgenommen von einigen Engagements zwischen 1935 und 1937 in Moskau, Baku und Tiflis trat Pella aus politischen Gründen bis nach dem Zweiten Weltkrieg nun kaum noch in Erscheinung. Erst im Jahr 1946 übernahm er wieder eine feste Stelle als Musikdirektor an der Niederländischen Oper in Amsterdam, die er bis 1951 leitete. Nach einem anschließenden kurzen Gastauftritt in Aachen erhoffte sich Pella, die Nachfolge von Felix Raabe als Generalmusikdirektor antreten zu können, jedoch entschied sich Paul Mundorf, der Intendant des Theater Aachens, für Wolfgang Sawallisch. Daraufhin blieb Pella in den Niederlanden und wurde schließlich am 27. Juli 1955 Mitbegründer der Operngesellschaft Opera Forum in Enschede, der heutigen Niederländischen Reiseoper (de Nederlandse Reisopera), und war deren erster Direktor. Hier wirkte er bis kurz vor seinem Tod im Jahr 1965.